# Пти Питон
Пти Питон (на френски: Petit Piton) е скала сред 2-те конични възвишения (наред с Грос Питон) от вулканичен произход, разположени в югозападната част на Сейнт Лусия – островна държава на Карибите.
Намира се южно от град Суфриер. Висок е 738 метра над морското равнище. Заедно с Грос Питон са национален символ на Сейнт Лусия, поради което са изобразени и на националното знаме на карибската държава. Вулканичните възвишения са включени в защитен природен резерват, който е в списъка на световното културно и природно наследство на ЮНЕСКО.
Пти Питон и Грос Питон влизат в състава на вулканичния комплекс Суфриер, който е остатък от един или няколко големи стратовулкани. В близост до възвишенията се намират редица солфатари и термални извори. Склоновете на Пти Питон са покрити с влажна тропическа растителност. Благодарение на височината си и острите си склонове човешкото въздействие върху природата е минимално и тук се срещат над 97 вида растения..